# Badnogo (Zoungou)
Pour les articles homonymes, voir Badnogo.
Badnogo est une commune rurale située dans le département de Zoungou de la province du Ganzourgou dans la région Plateau-Central au Burkina Faso.

## Géographie
Badnogo est situé à environ 3 km à l'est de Zoungou, le chef-lieu du département, et à 12 km au sud-est de Zorgho.

## Économie
L'économie de la commune est principalement axée sur l'agriculture permise par l'irrigation issue de la retenue d'eau du barrage en remblai situé sur le territoire de Badnogo.

## Santé et éducation
Le centre de soins le plus proche de Badnogo est le centre de santé et de promotion sociale (CSPS) de Zoungou, tandis que le centre médical avec antenne chirurgicale (CMA) se trouve à Zorgho.